# Schlacht am Arar
Arar – Bibracte – Elsass – Axona - Sambre – Octodurum – Avaricum – Gergovia – Lutetia – Armançon – Alesia – Uxellodunum
Die Schlacht am Arar war ein Gefecht zwischen Römern und Helvetiern im Juni 58 v. Chr.  Es endete mit einem Sieg Gaius Iulius Caesars.

## Vorgeschichte
Der zum Statthalter der Gallia Narbonensis ernannte Caesar behauptete 58 v. Chr., dass seine Provinz von den in Gallien umherziehenden Helvetiern bedroht sei. Am Fluss Arar, der heutigen Saône, trafen sich schließlich die beiden Heere.

## Die Schlacht
Drei Viertel der Helvetier hatten den Fluss bereits überquert, als Caesar angriff. Das letzte Viertel der Helvetier, laut Caesar der Stamm der Tiguriner, war auf diesen Angriff nicht vorbereitet. Ein großer Teil der Tiguriner wurde von den Römern getötet, der Rest ergriff die Flucht.

## Folgen
Die Schlacht von Arar war das erste große Gefecht des Gallischen Kriegs. Die Helvetier kämpften gegen die Römer noch in einer späteren Schlacht, der Schlacht von Bibracte.